# Kołomijci
Kołomijci (ukr. Добропасове) – wieś na Ukrainie, w obwodzie dniepropetrowskim, w rejonie synelnykowskim, w hromadzie Pokrowśke. W 2001 liczyła 861 mieszkańców, spośród których 806 wskazało jako ojczysty język ukraiński, 48 rosyjski, 3 mołdawski, 1 ormiański, 2 gagauski, a 1 inny.